# 汪甸站
汪甸站，位于中华人民共和国广西壮族自治区百色市右江区汪甸瑶族乡，是南昆铁路上的火车站，建于1997年，由南宁铁路局管辖。

## 車站周邊
- 汪甸乡卫生院
- 汪甸乡政府
- 汪甸民族中心小学
- 汕昆高速
- 乐里河

## 歷史
- 建于1997年。

## 业务办理
办理旅客乘降，行李，包裹托运。办理整车货物到发。